# Veliki Popović
Veliki Popović (izvirno srbsko Велики Поповић) je naselje v Srbiji, ki upravno spada pod Občino Despotovac; slednja pa je del Pomoravskega upravnega okraja.

## Demografija
V naselju živi 1193 polnoletnih prebivalcev, pri čemer je njihova povprečna starost 43,5 let (42,3 pri moških in 44,6 pri ženskah). Naselje ima 433 gospodinjstev, pri čemer je povprečno število članov na gospodinjstvo 3,36.
To naselje je, glede na rezultate popisa iz leta 2002, večinoma srbsko, a v času zadnjih treh popisov je opazno zmanjšanje števila prebivalcev.
|  |

| Demografija | Demografija     | Demografija     |
| Leto        | Št. prebivalcev | Št. prebivalcev |
| ----------- | --------------- | --------------- |
|             |                 |                 |
|             |                 |                 |
|             |                 |                 |
|             |                 |                 |
| 1948        | 1958            |                 |
| 1953        | 2011            |                 |
| 1961        | 2114            |                 |
| 1971        | 2000            |                 |
| 1981        | 1974            |                 |
| 1991        | 1768            | 1581            |
| 2002        | 1791            | 1455            |
|             |                 |                 |

| Etnična sestava po popisu iz leta 2002 | Etnična sestava po popisu iz leta 2002 | Etnična sestava po popisu iz leta 2002 | Etnična sestava po popisu iz leta 2002 | Etnična sestava po popisu iz leta 2002 |
| -------------------------------------- | -------------------------------------- | -------------------------------------- | -------------------------------------- | -------------------------------------- |
| Srbi                                   | Srbi                                   |                                        | 1.417                                  | 97,38%                                 |
| Romi                                   | Romi                                   |                                        | 11                                     | 0,75%                                  |
| Jugoslovani                            | Jugoslovani                            |                                        | 6                                      | 0,41%                                  |
| Romuni                                 | Romuni                                 |                                        | 1                                      | 0,06%                                  |
| Albanci                                | Albanci                                |                                        | 1                                      | 0,06%                                  |
| Neznano                                | Neznano                                |                                        | 12                                     | 0,82%                                  |